# Рідинний ракетний двигун замкнутої схеми

РРД замкнутої схеми

РРД замкнутої схеми ( РРД закритого циклу ) — рідинний ракетний двигун, виконаний за схемою з допаленням генераторного газу. В ракетному двигуні замкнутої схеми один з компонентів газифікується в газогенераторі за рахунок спалювання при відносно невисокій температурі з невеликою частиною іншого компонента, і одержуваний гарячий газ використовується як робоче тіло турбіни турбонасосного агрегату (ТНА). Спрацьований на турбіні генераторний газ потім подається в камеру згоряння двигуна, куди також подається решта невикористаного компонента палива. У камері згоряння завершується спалювання компонентів із створенням реактивної  тяги.
Залежно від того, який саме компонент газифікований повністю, розрізняють двигуни закритою схеми з окислювальним генераторним газом (приклади: РД-253, РД-171/170, РД-180, РД-120, НК-33, BE-4), з відновлювальним генераторним газом (приклади: РД-0120, RS-24, РД-857, LE-7/LE-7A, RS-25) і з повною газифікацією компонентів (РД-270, Раптор (SpaceX).

## Історія
Замкнута схема РРД була вперше запропонована А. М. Ісаєвим в 1949 році. Перший двигун, створений за цією схемою, був РРД 11Д33 (S1.5400), розроблений колишнім помічником Ісаєва Мельниковим, який використовувався в створюваних радянських ракетах-носіях (РН). Приблизно в той же час, в 1959 році, Н. Д. Кузнєцов почав роботу над РРД із замкнутою схемою НК-9 для балістичної ракети ГР-1 конструкції С. П. Корольова. Кузнєцов пізніше розвинув цю схему в двигунах НК-15 і НК-33 для невдалої місячної РН Н1 і Н1Ф. Модифікацію двигуна НК-33, РРД НК-33-1, планується використовувати на центральній ступені РН «Союз-2-3». Перший некріогенний РРД закритої схеми РД-253 на компонентах гептил/N2O4 був розроблений В. П. Глушко для РН «Протон» в 1963 році.
Після невдачі програми розробки РН Н1 і Н1Ф, Кузнецову було наказано знищити технологію розробки ЖРД НК-33, але замість цього десятки двигунів були законсервовані і поміщені на склад. У 1990-х, фахівці Аероджет відвідали це підприємство, в ході якого була досягнута домовленість про демонстраційні випробуваннях двигуна в США для підтвердження параметрів питомого імпульсу та інших специфікацій. Російський двигун РД-180, одержуваний Локхід Мартін і пізніше ULA — Об'єднаний альянс запусків для РН  Атлас III і Атлас-5, також використовує замкнуту схему з допаленням генераторного газу, який перенасичений окислювачем.
Першим РРД замкнутої схеми на заході був лабораторний двигун, створений в 1963 році німецьким інженером Людвігом Бельковим.
Маршовий двигун космічного човника RS-25 (SSME) є ще одним прикладом РРД замкнутої схеми і є першими двигуном даного типу, які використовували компоненти кисень/водень. Радянський аналог РД-0120 — використовувався в центральному блоці системи РН «Енергія» — має ряд технічних удосконалень.

## Порівняння з іншими схемами
На відміну від двигунів відкритої схеми, в двигуні замкнутої схеми генераторний газ після спрацьовування на турбіні не викидається в навколишнє середовище, а подається в камеру згоряння, беручи участь таким чином у створенні тяги і підвищуючи ефективність двигуна (питомий імпульс).
У двигуні закритої схеми витрата робочого тіла через турбіну ТНА істотно вища, аніж у двигуні відкритої схеми, що робить можливим досягнення більш високих тисків у камері згоряння. При цьому розміри камери згоряння зменшуються, а ступінь розширення сопла збільшується, що робить його більш ефективним при роботі в атмосфері.
Недоліком цієї схеми є важкі умови роботи турбіни, більш складна система трубопроводів через необхідність транспортування гарячого генераторного газу до основної камери згоряння, що має великий вплив на загальну конструкцію двигуна і ускладнює управління його роботою.

## Замкнута схема з повною газифікацією компонентів

Замкнута схема з повною газифікацією компонентів палива

Замкнута схема з повною газифікацією компонентів палива (англ. Full flow staged combustion, FFSCC — «повнопотоковий ступінчастий цикл згоряння») представляє з себе різновид замкнутої схеми, в якій здійснюється газифікація всього палива в двох газогенераторах: в одному невелика частина пального спалюється з майже повною витратою окислювача, а в іншому — майже повний витрата пального спалюється з частиною окислювача. Отримані генераторні гази використовуються для приводу турбонасосних агрегатів (ТНА).
Велика витрата робочого тіла через турбіни дозволяє отримувати дуже високий тиск в камері згоряння двигуна. При використанні даної схеми турбіни мають меншу температуру, так як через них проходить більша маса, що має привести до більш тривалого функціонуванню двигуна і його більшої надійності. Наявність двох газогенераторів дозволяє встановлювати паливні та окисні насоси окремо один від одного, що знижує пожежонебезпечність.
Повна газифікація компонентів приводить також до більш швидких хімічних реакцій згоряння в основній камері, що збільшує питомий імпульс РРД даної схеми на 10-20 сек — у порівнянні з двигунами інших схем. Наприклад, двигуни РД-270 і РД-0244 мають тиск у камері згоряння (26,1 / 27,5  МПа), але за рахунок газифікації компонентів палива досягається збільшення ефективності до 7-8% (301/280 сек).
Стримуючими факторами розвитку двигунів цього типу є їх велика вартість у порівнянні з НРД інших схем, а також допустимі температури, при яких можуть знаходитися хімічні компоненти до їх спалювання в камері згоряння.

### Проекти двигунів з повною газифікацією
У СРСР дана схема роботи двигуна з повною газифікацією компонентів була реалізована в РРД РД-270 для окисного і паливного незалежних контурів у 1969-у році.
Для пари водень/кисень за цією схемою НАСА і ВПС США проводили стендові випробування  «Інтегрованого демонстратора силовий насадки»
Компанія SpaceX розробляє і проводить випробування двигуна Раптор, який використовує метан і кисень.